# Renault 6
La Renault 6 è un'automobile di fascia medio-bassa prodotta dalla casa automobilistica francese Renault fra il 1968 e il 1980 (fino al 1984 in Sudamerica e fino al 1986 nel solo mercato spagnolo).

## Storia

### Genesi del modello
Per capire il perché del lancio della Renault 6 occorre risalire al lancio della Renault 4: questa vettura, che pur sarebbe stata destinata ad un gran successo commerciale, inizialmente stava però suscitando non poche perplessità anche presso il pubblico, perplessità date dalle sue forme inconsuete per l'epoca che sembravano stentare ad essere metabolizzate dalla potenziale clientela. Anche molti concessionari sembravano scettici sulle possibilità commerciali di una vettura come la R4, a tal punto da spingere i vertici Renault ad imbastire un nuovo progetto destinato a dare alla R4 un'erede più gradita al pubblico. Va inoltre anche considerato che la più acerrima rivale della Renault in quel segmento commerciale, ossia la Citroën, non stava a guardare: la bestseller 2CV stava riscuotendo ampi consensi, pur essendo molto più datata della R4 come progetto, ed inoltre la Casa del "double chevron" aveva già immesso sul mercato la Citroën Ami 6 che poteva creare dei fastidi in più alla Renault e sembrava non volersi più fermare, dal momento che stava lavorando anche ad una possibile sostituta della 2CV stessa. Per tutti questi motivi, alla Renault si iniziò a lavorare al progetto di una versione più moderna, elegante e rifinita della R4. Tale progetto, noto come Progetto 118, impose inizialmente poche direttive, anche se tutt'altro che di facile risoluzione: dare luogo ad una vettura che riprendesse i contenuti della R4, ma senza assomigliarle. Si pensò quindi ad una vettura che incontrasse maggiormente i gusti del pubblico, ma nello stesso tempo la sua struttura doveva essere funzionale.
Poco dopo l'avvio del progetto 118 la R4 cominciò lentamente a raccogliere consensi, disorientando in parte i responsabili di progetto e gli stessi vertici Renault. Le specifiche del nuovo progetto vennero perciò modificate, da una parte perché non si sapeva se e quanto sarebbe durato il successo della R4 e dall'altra perché, nel caso in cui quest'ultima fosse rimasta in listino, la vettura nata dal Progetto 118 non le sarebbe stata troppo somigliante e non avrebbe innescato una sorta di concorrenza interna. Le nuove specifiche imposero perciò che il corpo vettura doveva essere un po' più grande, in maniera tale da poter costituire una valida alternativa a modelli come la Ami 6. Il compito non fu facile per l'équipe di designer diretti da Jacques Ousset: furono proposti svariati schizzi, tra cui uno con il lunotto bombato, ma nessuno sembrò convincere i vertici Renault.
Tra un'incertezza e l'altra si arrivò addirittura al mese di febbraio 1966, anno in cui la R4 raggiunse il suo milionesimo esemplare; a questo punto, mentre sul fronte della meccanica già si era stabilito che la vettura avrebbe utilizzato il pianale della R4 ed una meccanica direttamente derivata da quella della "quatrelle", si restava in alto mare per quanto riguardava lo stile. Dopo tante indecisioni che resero la gestazione piuttosto travagliata, si stabilì che la nuova vettura sarebbe stata, oltre che più grande, anche più elegante e con migliori finiture, in modo da poterla collocare un gradino più in alto anche come prezzo. L'anno prima che queste decisioni fossero finalmente prese, la Renault lanciò la Renault 16, una berlina di fascia medio-alta dalle linee originali per l'epoca, una vettura che di lì a pochi mesi sarebbe stata insignita del titolo di Auto dell'anno per il 1966. L'idea fu quella di riproporre i concetti stilistici che poco tempo prima avevano sancito il successo della R16, adattandoli ovviamente al nuovo tipo di vettura.

### Debutto
La nuova vettura fu presentata nel 1968 al salone dell'automobile di Parigi, in affiancamento alla R4 ed in diretta concorrenza con le Ami 6 e le Citroën Dyane: nacque così la Renault 6 (o anche R6). Il clima della presentazione, al di là dell'eleganza della cornice della kermesse parigina, fu screziato dalle tensioni sociali di qualche mese prima e dalle misure governative attuate alla fine di quell'anno, come la TVA applicata alle vetture di nuova produzione salita al 33.3%, un fatto che penalizzava anche chi aveva in mente di acquistare una vettura di fascia bassa o medio-bassa.

#### Design ed interni
La Renault 6 nacque per porsi un gradino più in alto rispetto alla R4, simile nell'orientamento alla praticità, ma differente nello stile e nelle dimensioni: la R6 era più lunga di 25 cm, aspetto che la poneva di fatto in una fascia di mercato superiore, grazie anche alle sue migliori finiture ed all'aspetto più elegante. Era stilisticamente imparentata con la più grande R16, in maniera tale da richiamarsi a quest'ultima piuttosto che alla R4, ribadendo quindi la sua appartenenza ad un diverso segmento di clientela, pur privilegiando come la R4 l'aspetto relativo alla praticità e proponendo quindi un corpo vettura più compatto e più sviluppato in altezza. Della R16 venivano ripresi numerosi stilemi, come ad esempio la calandra dal disegno elaborato, tagliata in due parti per ospitare centralmente lo stemma della Casa della "losanga". Rispetto alla vettura di classe medio-alta, i fari anteriori erano tondi anziché quadrangolari. Il cofano motore era solcato longitudinalmente da una scanalatura come nella R16, anche se in questo caso era meno marcato. La fiancata mostrava anch'essa diversi elementi stilistici riconducibili alla R16, come ad esempio il disegno dei passaruota, gli anteriori di forma leggermente trapezoidale ed i posteriori parzialmente carenati e che lasciavano quindi le ruote leggermente coperte. La coda era caratterizzata dall'ampio portellone apribile, stavolta non più ad andamento verticale come nella R4, bensì più inclinato, in maniera tale da richiamarsi anche in questo caso alla R16. Agli angoli della coda si trovavano i piccoli fari posteriori, mentre in corrispondenza dei montanti posteriori si trovavano delle prese d'aria che servivano per ottimizzare il ricircolo dell'aria all'interno dell'abitacolo. Questa era una delle caratteristiche specifiche della R6, che la differenziava di fatto sia dalla più costosa R16 sia dalla più essenziale R4. Tra le altre caratteristiche tipiche c'è la linea di cintura dall'insolito andamento discendente verso la coda. L'abitacolo era più elegante rispetto a quello della R4, grazie agli inserti cromati visibili in vari punti, ed inoltre la dotazione era assai più ricca poiché comprendeva un più completo sistema di ventilazione interna, il portacenere sulla plancia, due portacenere nei pannelli porta posteriori, lo specchietto retrovisore interno non più sulla plancia ma fissato in alto, un vano portaoggetti più elegante, l'amperometro e l'indicatore di carica della batteria, oltre naturalmente alla dotazione presente già sulla "sorella" minore (tachimetro, contachilometri, indicatore livello carburante, ecc). Inoltre, i sedili erano rivestiti in tessuto di buona qualità. Lo spazio a disposizione dei bagagli era inferiore rispetto a quello della R4 a causa dell'inclinazione del portellone e dei montanti (390 litri in configurazione a cinque posti contro i 480 litri della R4), ma rimaneva comunque di buon livello per una vettura di quel genere e di quel periodo. In ogni caso, esso poteva essere ampliato ripiegando la panca posteriore in avanti. In questo modo si potevano raggiungere fino a 1.190 litri di capacità totale.

#### Struttura e meccanica
La R6 nasceva sul telaio a pianale della R4, una soluzione che comprendeva appunto un telaio a cui venivano fissati i lamierati uniti in un corpo unico, a formare una scocca, ed altri organi di supporto, come il telaietto ausiliario per il supporto di motore, cambio ed avantreno. della quale venivano riprese anche le altre soluzioni tecniche, dalle sospensioni al motore. L'avantreno ed il retrotreno erano entrambi a ruote indipendenti ed ammortizzatori idraulici telescopici, con barre di torsione longitudinali sull'asse anteriore e trasversali su quello posteriore. All'avantreno era inoltre montata anche una barra antirollio. Dalla R4 venivano ereditate anche alcune conseguenti particolarità, come quella di possedere due differenti misure di passo sui due lati della vettura, caratteristica dovuta all'impossibilità di allineare le due lunghe barre di torsione posteriori, che quindi venivano fissate in posizione parallela ma asimmetrica di alcuni centimetri. Come risultato, il passo sul lato destro risultava di 4.8 cm più lungo rispetto a quello sul lato sinistro. L'impianto frenante era a quattro tamburi, mentre lo sterzo era a cremagliera.
La R6 era una vettura dall'architettura "tutto avanti", cioè con motore anteriore e trazione sull'avantreno, esattamente come la R4 e la R16 (gli intermedi modelli R8 ed R10 seguivano invece una filosofia diametralmente opposta). Il propulsore era sistemato in posizione longitudinale ed apparteneva alla già attempata famiglia di motori Ventoux ad asse a camme laterale: si trattava in pratica dello stesso motore da 845 cm³ utilizzato anche sulle R4, ma che in questo caso aveva beneficiato di alcune migliorie che ne portarono la potenza massima da 27 a 38 CV SAE (pari a 34 CV DIN). Le prestazioni migliorarono leggermente, salendo da 110 a 120 km/h. Il cambio era manuale a 4 marce e si avvaleva di una frizione monodisco a secco.

### Evoluzione

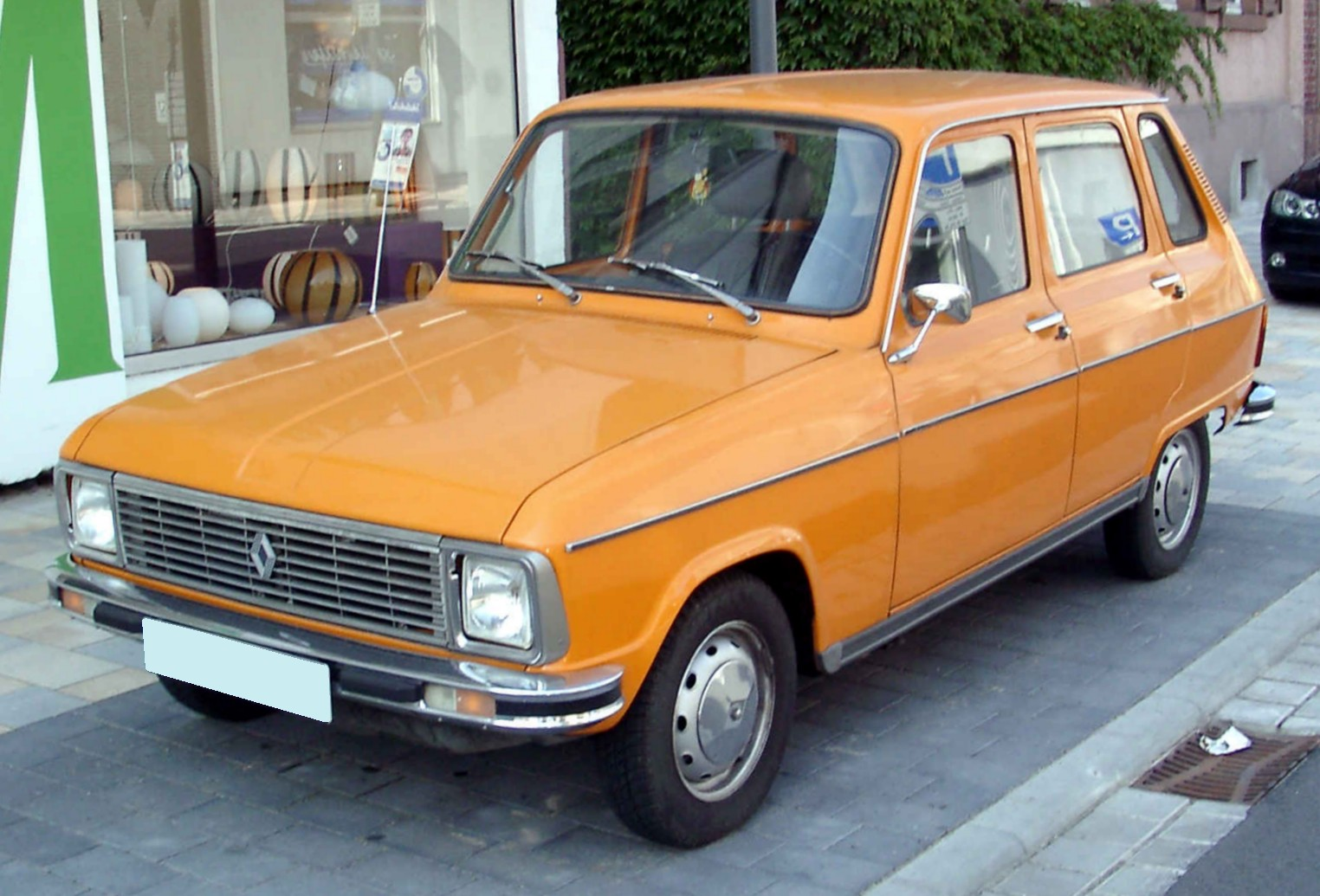
La Renault 6 dopo il restyling del 1974

La produzione fu avviata nello storico stabilimento dell'Ile Seguin a Boulogne-Billancourt, unicamente con carrozzeria a cinque porte come nella R4. L'inizio non fu dei più promettenti: durante i primi due anni di produzione, la Renault 6 venne criticata dalla stampa per la mancanza di potenza del motore direttamente derivato dalla R4. Per questo motivo al Salone di Parigi del 1970 venne presentata la TL, equipaggiata con il motore Cléon-Fonte da 1108 cm³ (derivato da quello della Renault 8) e con barra antirollio anche al retrotreno. La nuova motorizzazione non fu in realtà una novità assoluta, infatti, già nel 1969, la R6 fece il suo debutto nel mercato argentino con questo nuovo motore. In ogni caso, la R6 TL fu migliorata anche per quanto riguarda la dotazione di serie: fu infatti dotata di un nuovo cambio, di un migliore sistema di ventilazione interno, di una migliore insonorizzazione e dei freni a disco anteriori. Per il mercato spagnolo fu prodotta una versione con motore da 956 cm³, sempre della famiglia Cléon-Fonte. Tale scelta fu motivata dal fatto che in Spagna il possesso di veicoli di cilindrata maggiore ai 1040 cm³ comportava aggravi fiscali. La versione spagnola fu prodotta in loco dallo stabilimento FASA-Renault di Valladolid. Nel 1971 la produzione fu avviata anche nello stabilimento SOFASA in Colombia dove venne proposta inizialmente con il già noto motore da 1.1 litri.
Nel maggio 1973 la R6 fu oggetto di un restyling: furono montati nuovi fari anteriori e posteriori, di forma rettangolare, una calandra di plastica grigia, e nuovi paraurti, sui quali furono installate le luci di direzione, che precedentemente si trovavano nello spazio tra le luci di posizione e i paraurti. Le vendite della R6 comunque non raggiunsero mai livelli molto alti e la vettura visse all'ombra della R4, esattamente come la contemporanea Dyane sarebbe vissuta all'ombra della 2CV.
Nel 1976, la versione prodotta in Colombia fu sottoposta allo stesso restyling che interessò due anni prima quella europea. Contemporaneamente il 1.1 proposto fu sostituito da un motore da 1.3 litri con 55 CV di potenza. Nello stesso anno in Europa la R6 di base (ancora con motore da 845 cm³) fu ribattezzata R6 L.
Nel 1977 la calandra in plastica divenne nera, mentre nel 1978 la R6 argentina vide l'arrivo di una versione mai commercializzata nel Vecchio Continente, una versione spinta dal 1.4 Cléon-Fonte già montato sulle R5.
La vendita e la produzione in Francia e nella maggior parte dei Paesi europei terminarono nel 1980, ma in Argentina e in Colombia l'automobile venne prodotta e venduta fino al 1984, anno in cui nel mercato argentino entrò in produzione la Renault 9, mentre in Spagna si arrivò a produrla fino al 1986. In Europa fu sostituita poco tempo dopo dalla coppia R9/R11. Il fatto di non essere riuscita ad imporsi come sostituta della R4 non negò tuttavia alla R6 un valido risultato commerciale dal punto di vista dei numeri di produzione: in totale ne furono prodotti infatti 1.674.381 esemplari.

### Motorizzazioni
Caratteristiche relative alle versioni comprendenti la gamma R6 in Europa (tranne in Spagna, dove la gamma era differente):
| Modello | Motore | Cilindrata cm³ | Potenza CV DIN/rpm | Coppia Nm/rpm | Freni (ant./post.) | Massa a vuoto (kg) | Velocità max | Consumo (l/100 km) | Anni di produzione |
| 6       | 800-02 | 845            | 34/5000            | 57/3000       | T/T                | 750                | 120          | 6.9                | 1968-76            |
| 6 L     | B1B    | 845            | 34/5000            | 57/3000       | T/T                | 785                | 118          | 6.9                | 1976-79            |
| 6 TL    | C1E    | 1108           | 47/5300            | 76/3000       | D/T                | 820                | 135          | 7.5                | 1970-80            |